# هاكيتي هاك
هاكيتي هاك هو برنامج لتعليم الأفراد كيفية كتابة إنشاء البرمجيات مفتوح المصدر (ومجاني). فهو يجمع بين بيئة التطوير المتكاملة مع مجموعة الدروس، متوفر لأكثر من منصة تشغيل من ضمنها ماك ولينكس وويندوز. البرنامج متكامل مع الموقع حيث يستطيع المتعلمين مشاركة ما تعلموه، وطرح الأسئلة، وتقديم ملاحظات.

## تاريخه
برنامج هاكيتي هاك قام كتابته _واي لحل مشكلة مأزق المبرمج الصغير (بالإنجليزية: The Little Coder's Predicament)‏ وهي ان تعلم تطوير البرمجيات الحديثة معقد وصعب.